# Њутаун (Мисури)
Њутаун (енгл. Newtown) град је у америчкој савезној држави Мисури.

## Демографија
По попису из 2010. године број становника је 183, што је 26 (-12,4%) становника мање него 2000. године.
| Група             | 2000.       | 2010.       |
| Белци             | 199 (95,2%) | 151 (82,5%) |
| Афроамериканци    | 0 (0,0%)    | 0 (0,0%)    |
| Азијати           | 0 (0,0%)    | 0 (0,0%)    |
| Хиспаноамериканци | 9 (4,3%)    | 18 (9,8%)   |
| Укупно            | 209         | 183         |